# Krigsåret 1804

## Pågående krig
- Barbareskkriget (1801-1805)
  - Bägge Sicilierna och USA på ena sidan.
  - Marocko och Tripoli på andra sidan.

- Indiankrigen (1622-1918)
  - Diverse stater i Amerika på ena sidan
  - Diverse indainstammar på andra sidan

- Napoleonkrigen (1803-1815)[1]
  - Frankrike och Spanien på ena sidan
  - Storbritannien på andra sidan

- Rysk-persiska kriget (1804-1813)
  - Persien på ena sidan
  - Ryssland på andra sidan

## Händelser

### December
- December - Storbritannien och Sverige ingår ett anfallsförbund mot Frankrike. Det är början till tredje koalitionen mot Napoleon.

### Fotnoter
1. ↑  ”World Statesmen”. http://www.worldstatesmen.org/WARS.html. Läst 28 juni 2011.